# Činitel zkrácení
Činitel zkrácení, anglicky velocity factor přenosového média je poměr rychlosti, kterou se šíří čelo vlny (elektromagnetického signálu, radiokomunikačního signálu, světelného impulzu v optickém vlákně nebo změny elektrického napětí ve vodiči) prochází prostředím, ku rychlosti světla ve vakuu. Pro optické signály je činitel zkrácení roven převrácené hodnotě indexu lomu.
Rychlost rádiových signálů ve vakuu je rovna rychlosti světla, a proto činitel zkrácení rádiových vln ve vakuu je roven jedné. V elektrických vodičích závisí činitel zkrácení především na použité izolaci (viz tabulka níže).
Používání termínu rychlost šíření (vln) ve smyslu poměru rychlosti je omezeno na oblast počítačových sítí a výroby vodičů. Ve vědě a technice kontext tento termín znamená skutečnou rychlost nebo rychlost v jednotkách vzdálenosti za čas, zatímco činitel zkrácení se používá pro poměr.

## Typické činitele zkrácení
Činitel zkrácení je důležitou charakteristikou komunikačních médií např. kabelů nebo rádiových přenosových vedení. Strukturovaná kabeláž má typicky činitel zkrácení 0,42 až 0,72 (42% až 72% rychlosti světla ve vakuu) a kabely pro stoupačky okolo 0,70 (přibližně 210,000,000 m/s nebo 4,76 ns na metr).
| VF (%) | Kabel                                | Fyzická vrstva sítě Ethernet           |
| ------ | ------------------------------------ | -------------------------------------- |
| 74–79  | Kroucená dvojlinka Cat-7             |                                        |
| 77     | RG-8/U                               | Minimum pro 10Base5                    |
| 67     | Optické vlákno (křemičité sklo)      | Minimum pro 10BASE-FL, 100BASE-FX, ... |
| 67     | Plastové optické vlákno (PMMA)       | 1000BASE-RHx                           |
| 63     | Plastové optické vlákno (polystyren) | 1000BASE-RHx                           |
| 65     | koaxiální kabel RG-58A/U             | Minimum pro 10Base2                    |
| 65     | kroucená dvoulinka Cat-6A            | 10GBASE-T                              |
| 64     | kroucená dvoulinka Cat-5e            | 100BASE-TX, 1000BASE-T                 |
| 58,5   | kroucená dvoulinka Cat-3             | Minimum pro 10BASE-T                   |

Typické činitele zkrácení komunikačních kabelů uváděné v příručkách jsou shrnuty v následující tabulce:
| VF (%) | Přenosové vedení                                                                                                  |
| ------ | --- |
| 95–99  | „žebříčkové“ vedení                                                                                               |
| 93     | HJ8-50B 3palcový koaxiální kabel Heliax (se vzduchovým dielektrikem)                                              |
| 86     | RG-8 Belden 7810A koaxiální kabel (s pěnou z vysokohustotního polyethylenu vstřikovanou plynem jako dielektrikem) |
| 83     | koaxiální kabel RG-6 Belden 1189A, koaxiální kabel RG-11 Belden 1523A                                             |
| 82     | koaxiální kabel RG-8X Belden 9258 (s dielektrikem tvořeným pěnovým polyetylénem)                                  |
| 80     | Dvojlinka Belden 9085                                                                                             |
| 77     | RG-8/U obecný (pěnový polyetylén)                                                                                 |
| 66     | Belden 8723 dvojice stíněných kroucených dvoulinek tvořených lanky (s polypropylénovou izolací)                   |
| 66     | RG-213 CXP213 (s dielektrikem tvořeným pevným polyetylénem)                                                       |

## Výpočet činitele zkrácení

### Elektromagnetické vlny
Činitel zkrácení se rovná převrácená hodnotě druhé odmocniny relativní permitivity (dielektrické konstanty), {\displaystyle \kappa } nebo {\displaystyle \varepsilon _{\mathrm {r} }} materiálu, kterým signál prochází:
{\displaystyle \mathrm {VF} ={\frac {1}{\sqrt {\kappa }}}\ }
v obvyklém případě, kde relativní permeabilita, {\displaystyle \mu _{\mathrm {r} }}, je 1. V nejobecnějším případě:
{\displaystyle \mathrm {VF} ={\frac {1}{\sqrt {\mu _{\mathrm {r} }\varepsilon _{\mathrm {r} }}}}\ }
který platí i pro neobvyklé magneticky vodivé materiály, např. ferit.
Činitel zkrácení bezztrátového přenosového vedení je dán vzorcem:
{\displaystyle \mathrm {VF} ={\frac {1}{c_{\mathrm {0} }{\sqrt {L'C'}}}}\ }
kde {\displaystyle L'} je distribuovaná indukčnost (v Henry na jednotku délky), {\displaystyle C'} je elektrická kapacita mezi dvěma vodiči (ve Faradech na jednotku délky), a {\displaystyle c_{\mathrm {0} }} je rychlost světla ve vakuu.

### Optické vlnění
Činitel zkrácení se rovná převrácené hodnotě indexu lomu {\displaystyle {n}} prostředí, obvykle optického vlákna.
{\displaystyle \mathrm {VF} ={\frac {1}{n}}\ }